# Perry Blake
Pour les articles homonymes, voir Blake.
Pour son premier album, voir Perry Blake (album).
 (octobre 2009).
Si vous disposez d'ouvrages ou d'articles de référence ou si vous connaissez des sites web de qualité traitant du thème abordé ici, merci de compléter l'article en donnant les références utiles à sa vérifiabilité et en les liant à la section « Notes et références ».
Perry Blake est un musicien irlandais, né le 10 mai 1970 à Sligo.

## Biographie
Crooner mélancolique et mélodiste, on lui doit les albums Still Life (1999) et Broken Statues (2001, enregistré en public en Belgique), parus après son premier album sobrement intitulé Perry Blake en 1998.
En 2002 il sort California, qu'il coproduit avec Marco Sabiu. Cet album mêle trip hop et chant. On y retrouve les influences de Leonard Cohen, David Sylvian, Scott Walker ou bien encore Nick Drake.
Il a signé quelques titres pour la bande originale du film Presque rien. Les morceaux n'ont pas été retenus pour le film, mais ont néanmoins été repris dans un mini-album intitulé... Presque Rien. Perry Blake est également présent sur la bande originale de la série télévisée Largo Winch.
Il sort Songs for Someone en avril 2004, The Crying Room en 2005 et Canyon Songs en 2007.
Perry Blake est surtout connu en France, où ses cinq premiers albums étaient distribués sous le label Naïve. Il a collaboré avec Françoise Hardy en 2004 sur l'album Tant de belles choses et avec Émilie Simon sur le morceau Graines d'étoiles.
En mars 2015, sous le nom d'artiste Electro Sensitive Behaviour feat. Perry Blake, sort l'album de pop électronique intitulé Modern Love, co-écrit avec Glenn Garrett et co-produit par Graham Murphy, ses collaborateurs de longue date.
Le 1er avril 2015 Perry Blake sort un nouveau single intitulé Fool.
Le 19 juillet 2019, il sort Songs of Praise chez Moochin' About.

## Discographie

### Albums studio
- Perry Blake (1998)
- Still Life (1999)
- California (2002)
- Songs for Someone (2004)
- The Crying Room (2005)
- Canyon Songs (2007)
- Songs of Praise (2019)
- Death of a Society Girl (2024)

### Albums live
- Broken Statues (2001)

### Autres
- Presque rien (2000)
- Modern Love (2015)